# Тельца Бабеша — Негри
Тельца Бабеша — Негри — принятое в русскоязычной медицинской литературе название новообразований в цитоплазме нейронов гиппокампа головного мозга, вызванных размножением вируса бешенства. Выявляются в целях диагностики специальными методами окраски. Имеют овальную или палочковидную форму размером от 0,5 до 10 мкм. Названы в честь описавших их (независимо друг от друга) учёных Виктора Бабеша и Адельки Негри.